# Asa-delta
Asa-delta é um tipo de planador composta por tubos de alumínio, que proporcionam a sua rigidez estrutural, e uma vela feita de tecidos, que funciona como superfície que sofre forças aerodinâmicas, proporcionando a sustentação da asa-delta no ar. A origem deste nome, asa-delta, deu-se pela semelhança da letra grega delta, que tem forma de triângulo, como o formato da asa desta aeronave.

## História

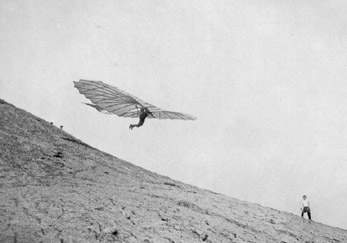
Voo de Otto Lilienthal, com seu planador Lilienthal Normalsegelapparat, em 1895.

No final do século VI, os chineses construíram pipas gigantes com aerodinâmica suficiente para sustentar o peso de uma pessoa de 80 kg. Foi apenas questão de tempo para que alguém decidisse simplesmente remover as linhas e ver o que acontecia.
O alemão Otto Lilienthal é considerado o pioneiro, pois desde 1871 se dedicava a construção de planadores que ele mesmo testava em um monte construído por ele e sua equipe nas proximidades de Berlim.
O estadunidense Francis Rogallo participou de um programa pioneiro da NASA que pretendia criar um paraquedas direcionável. Dos estudos que realizou, Rogallo criou uma aeronave que possuía uma estrutura metálica apoiada em um triciclo.
Os australianos John Dickenson, Bill Moyes e Bill Bennett foram os precursores da asa-delta na Austrália em 1969.
No Brasil, Luis Claudio Mattos é considerado o precursor.

## Recordes

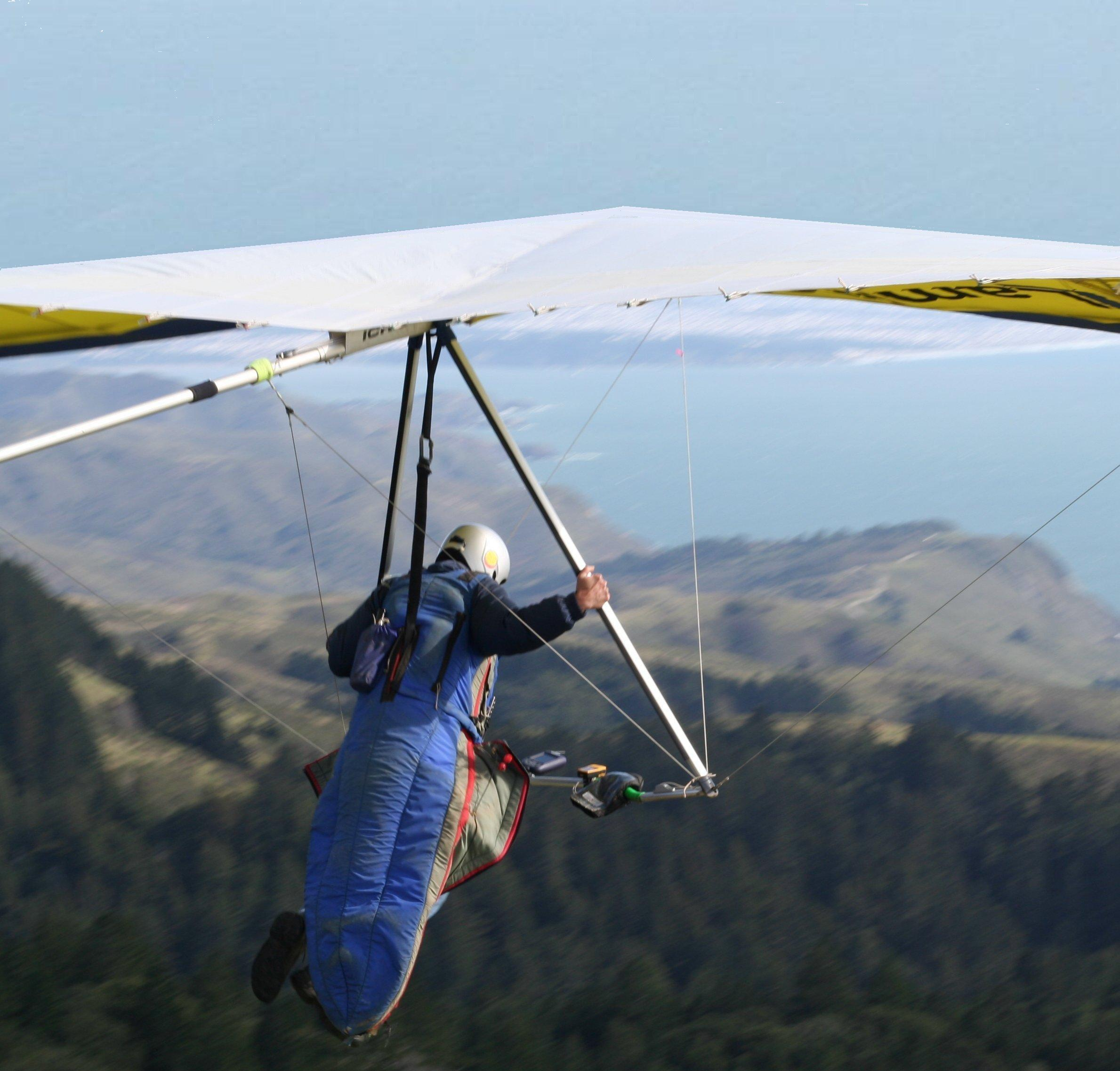
Hang gliding em momento de voo.

### Recordes mundiais
O recorde mundial de distância em asa-delta foi alcançado pelo piloto norte-americano Dustin Martin, no dia 4 de Julho de 2013. Decolando rebocado por aeronave ultraleve (aerotowing), pouco antes de dez horas da manhã, da remota cidade de Zapata (Texas, EUA), próximo à fronteira com o México e pousando às dezenove horas, nos arredores de Lubbock (Texas, EUA) para uma distância total em linha reta de 764 km. Neste mesmo dia, John Durand Jr., piloto australiano, voou praticamente a mesma rota ao lado de Dustin Martin e, por ter pousado alguns minutos antes, obteve 761 km, sendo detentor do recorde mundial durante poucos minutos. O recorde anterior era de 700,6 km executado pelo piloto austríaco Manfred RUHMER do mesmo local, em 2001.

### Brasil
No Brasil a maior distância percorrida por uma asa-delta foi obtida pelo piloto brasiliense Eduardo Fernandes, em 15 de Outubro de 2013, decolando da cidade de Tacima (Paraíba) e pousando próximo à cidade de Santa Quitéria (Ceará) para uma distância total de 576 km. O recorde brasileiro de Eduardo Fernandes também constituiu o novo recorde Sul-Americano da modalidade e, cabe destacar, é o voo mais longo já realizado de uma decolagem de montanha em todos os tempos, em nível mundial. Para dar uma melhor dimensão ao feito de Eduardo Fernandes, nota-se que, ao contrário dos recordes obtidos em voos a partir de Zapata, os quais sempre são realizados com ajuda de avião rebocador durante a decolagem até uma altitude inicial limite de 800 metros acima do solo, a rampa natural para decolagens de Tacima tem apenas cerca de 150 metros de desnível, o que faz do início do voo um momento crítico e muito difícil. A decolagem para o voo do recorde foi realizada entre 7:30 e 8:00 horas da manhã e o piloto permaneceu em voo durante cerca de 10 horas, pousando pouco antes do por-do-sol. O recorde anterior havia sido obtido pelo piloto gaúcho André Wolf decolando da cidade de Caçapava do Sul e pousando na Argentina, próximo à cidade de Mercedes, Província de Corrientes para uma distância total em linha reta de 495 km. O recorde anterior era de 452 km, pelo mesmo piloto, decolando da cidade de Quixadá no Ceará em 2007. Antes disso o recorde foi do brasiliense "Fernando DF" com 437 km, decolando da cidade de Patu no Rio Grande do Norte.
O Brasil, foi campeão mundial de asa-delta por equipe em 1999 e continua sendo um dos países do mundo com maior nível técnico e de praticantes.
Os principais eventos e campeonatos de asa-delta estão listados no calendário da Federação Internacional de Aviação (FAI).

### Portugal
A maior distância percorrida em asa-delta a partir de Portugal (e alegado recorde da Europa) é de 370 quilómetros, entre a Serra da Gardunha, concelho do Fundão e Almuradiel (Ciudad Real) em Espanha, localidade a sul de Madrid.

## Classes
Existem duas categorias de asa deltas controladas manualmente:
- Asa flexível com controle através do deslocamento de peso do piloto. Subdivididas em: asas com King Post, asas sem King Post (com mais performance).
- Asa rígida com controle através de alterações aerodinâmicas feitas por spoilers acionados pelo piloto da asa-delta.